# 斯維里河
斯維里河是俄羅斯的河流，位於列寧格勒州東北部，河水經河道從奧涅加湖流往拉多加湖，因此斯維里河把這兩個歐洲最大型湖泊連接，也是流入拉多加湖的最大河流。

## 河畔城市
- 波德波羅日耶 (60°54′N 34°11′E / 60.900°N 34.183°E)
- 洛傑伊諾耶波列 (60°43′N 33°33′E / 60.717°N 33.550°E)